# 2 Reyes 3
2 Reyes 3 es el tercer capítulo de la segunda parte de los Libros de los Reyes de la Biblia hebrea o Segundo Libro de los Reyes del Antiguo Testamento de la  Biblia Cristiana El libro es una compilación de varios anales que registran los actos de los reyes de Israel y Judá por un compilador deuteronómico en el siglo VII a. C. Tras una breve introducción al reinado del último rey de Israel de los Omride, Joram de Israel, hijo de Ajab, este capítulo recoge la guerra de la coalición de los reyes del Israel, Judá, y Edom, contra Mesha el rey de Moab con alguna aportación del profeta Eliseo.  Otra visión de los sucesos de este capítulo la aporta notablemente la inscripción de la Estela de Mesha realizada por el citado rey de Moab hacia el año 840 a. C..

## Texto
Este capítulo fue escrito originalmente en lengua hebrea y desde el siglo XVI se divide en 18 Versículos.

### Testigos textuales
Algunos de los primeros manuscritos que contienen el texto de este capítulo en hebreo pertenecen a la tradición del Texto Masorético, que incluye el Códice de El Cairo (895), el Códice de Alepo (siglo X) y el Códice Leningradensis (1008).
También existe una traducción al griego koiné conocida como Septuaginta, realizada en los últimos siglos a. C.. Los manuscritos antiguos existentes de la versión Septuaginta incluyen el Codex Vaticanus ('B; {\displaystyle {\mathfrak {G}}}B; siglo IV) y el Codex Alexandrinus (A; {\displaystyle {\mathfrak {G}}}A; siglo V).

## Análisis
2 Reyes 3 tiene una sintaxis bastante coherente, prácticamente sin indicios de trabajo redaccional a nivel sintáctico. Sin embargo, por consideraciones topográficas, la narración podría tener al menos dos capas: la tradición original conservada en los versículos 4-6 y 24-27, que describe la guerra punitiva de Israel contra Moab desde el norte algún tiempo después de la rebelión de Mesha, que concuerda con la evidencia extrabíblica y la historia de los asentamientos en TransJordania en el siglo IX a. C.; y otra historia en los versículos 7-23 que aumenta esta capa básica, introduciendo la formación de una alianza entre Israel, Judá y Edom; el oráculo de Eliseo; y un ataque a Moab desde el sur. A pesar de algunas incoherencias, el redactor projudío unió hábilmente esta expansión de la historia en una información coherente. La narración de 2 Reyes 3 tiene paralelismos temáticos y léxicos con otros pasajes de la Biblia, como 1 Reyes 22 o Números 20.

## Rey Joram de Israel (3:1-3)
Joram es el último gobernante de la dinastía Omri y como los demás monarcas de la dinastía recibió una calificación negativa ante Dios, aunque más favorable que sus padres Ajab y Jezabel porque 'se dice que abolió la «columna de Baal», una piedra de culto instalada por su padre' (aunque no se menciona en 1 Reyes 16:32).  No obstante, más tarde es asesinado por Jehú (2 Reyes 9:24) y su dinastía familiar es completamente aniquilada, tal como se había profetizado.

### Versículo 1
Joram, hijo de Acab, comenzó a reinar sobre Israel en Samaria el año dieciocho de Josafat, rey de Judá, y reinó doce años 
- «El año dieciocho de Josafat»: Según Edwin R. Thiele chronology,[12] siguiendo «método del año de no sucesión», Joram hijo de Ajab se convirtió en rey de Israel entre abril y septiembre del 852 a. C. tras la muerte de su hermano mayor Ocozías, ya que Ocozías no tenía hijos (2 Reyes 1: 17). [13] 2 Reyes 1:17 sincroniza este año con el segundo año Joram el hijo de Josafat como «corregente» con su padre en el trono del Judá.[14][16]
- «Reinó doce años»: Joram de Israel reinó en Israel entre abril y septiembre del 852 a. C. hasta su muerte entre abril y septiembre del 841 a. C..[14]

### Versículo 2
E hizo lo malo ante los ojos del Señor, pero no como su padre y su madre; porque quitó la columna sagrada de Baal que su padre había hecho."
- «A la vista del Señor»: lit. «a los ojos del Señor».[18]

## Guerra contra Moab (3:4-27)
.

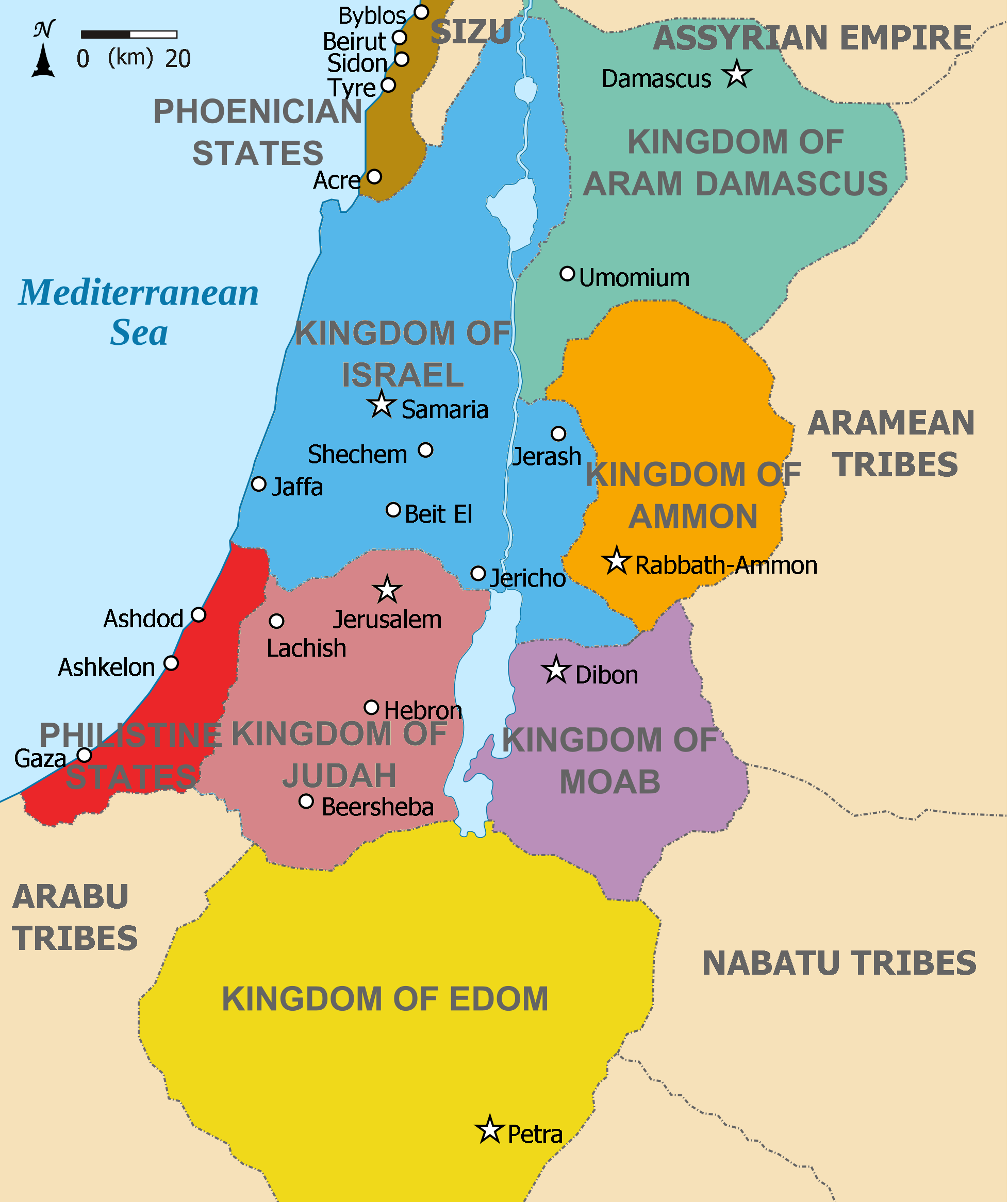
Mapa de los reinos de Levante c. 830 a. C.. Los reinos relevantes para este capítulo son: Israel (azul), Judá (granate), Moab (púrpura) y Edom (amarillo)

En un momento dado, Israel bajo la dinastía de Omri es reconocido como una «superpotencia regional» que «los reinos de Judá y Edom obedecían» (Versículos 7-8), «el reino de Moab era un vasallo obligado a pagar tributo» (Versículo 4), y cualquier rebelión se enfrenta a represalias militares. Sin embargo, el éxito de las guerras de Israel no se produjo sin la interferencia de YHWH, como se muestra en esta sección. Cuando la coalición de los reyes de Israel, Judá y Edom contra Moab amenaza con fracasar al agotarse las reservas de agua en el desierto de Edom, Josafat, el rey de Judá, pidió que llamaran a un profeta de YHWH. Eliseo, un profeta israelita, se presentó pero sólo deseaba tratar con el rey de Judá (Versículos 11-14) El profeta aseguró el éxito de la campaña con la ayuda milagrosa de YHWH. El avance del ejército aliado contra Moab logró destruir toda la región (versículos 24b-26) hasta que el rey de Moab, desesperado, hizo un terrible sacrificio de su hijo primogénito a su dios, lo que provocó que Israel fuera golpeado con 'gran ira' y obligó a los ejércitos atacantes a retirarse (versículo 27).

### Versículo 4
Y Mesha rey de Moab era pastor, y rindió al rey de Israel cien mil corderos, y cien mil carneros, con la lana.'
- «Mesha rey de Moab»: este hombre erigió una estela de victoria, ahora llamada «Estela de Mesha (piedra moabita)» que fue descubierta en la ciudad moabita de Diban (antigua Dibon) en 1868. La inscripción contiene declaraciones de sus triunfos contra Israel (texto en ANET, análisis e interpretación en Dearman 1989) con descripciones en algunos puntos similares a 2 Reyes 3.[10]

### Versículo 5
Y sucedió que muerto Acab, el rey de Moab se rebeló contra el rey de Israel.
- Referencia cruzada: 2 Reyes 1:1

Este versículo y los siguientes elaboran la declaración del versículo inicial de 2 Reyes, sobre la rebelión de Moab. Así como el reino unificado de Israel se divide en los días del hijo de Salomón, el reino resultante de Israel se divide (con la pérdida de Moab) en los días del hijo de Acab, indicando el encuadre de Acab como un Salomón perverso (comparando 2 Reyes 3:5 con 1 Reyes 12:19).

### Versículo 9
Así que el rey de Israel fue con el rey de Judá y el rey de Edom. Y cuando hubieron hecho una marcha tortuosa de siete días, no había agua para el ejército ni para los animales que los seguían. 
- El rey de Edom En 1 Reyes 22:47 se afirma que «no había entonces rey en Edom: un sustituto era rey» en la época de Josafat hasta Joram de Judá. Cogan y Tadmor explican que «no sería, sin embargo, inusual que el mismo oficial fuera referido como “diputado” en una fuente cronística (así 1 Reyes 22:48) y como “rey” en una narración profética.»[24] Además, 2 Reyes 8:20 («En los días [de Joram de Judá], Edom se rebeló contra la autoridad de Judá y puso un rey propio») no afirma que no hubiera habido rey en Edom hasta ese momento; podría significar simplemente que sustituyeron al rey títere/adjunto aprobado por Judá por uno de su agrado. El estatus inferior de este rey de Edom se subraya en 2 Reyes 3 por el hecho de que no tiene ni diálogo, ni acciones, ni siquiera un nombre.[25]

### Versículo 11
Este es el único Versículo del capítulo que cita a Elías. Menciona a un rey que busca al profeta Eliseo que lavó la cabeza de Elías.

### Versículo 16
Y dijo: «Así ha dicho el Señor: “Llena de zanjas este valle”»
- «Zanjas» (RV): puede traducirse como «canales de agua», [27] «zanjas» (NASB), «charcos de agua» (NVI) o «cisternas» (ESV), de גבים גבים. gê-ḇîm gê-ḇîm, basado en el plural del sustantivo hebreo גֵּב, geb o gev («foso, zanja, zanja»), repetido dos veces para dar énfasis. [28][29] El sustantivo significa «cisterna» en Jeremías 14:3 (cf. Jeremías 39:10).[28] Estas zanjas están destinadas a capturar el sēl, que es «una inundación repentina resultante de la lluvia que cae invisible en las colinas moabitas».[30]

## Relación con la estela de Mesha
.

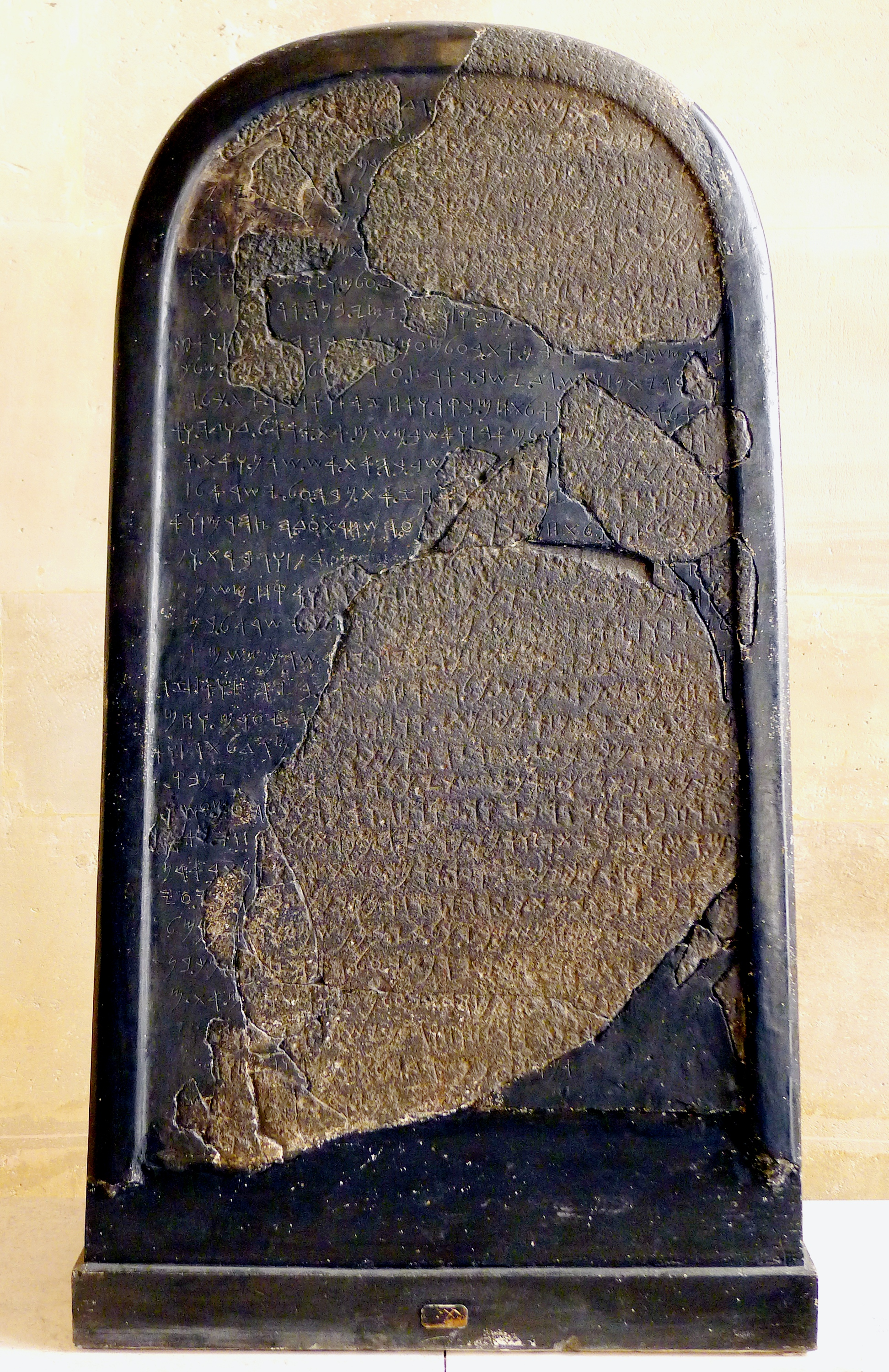
La estela de Mesha en su ubicación actual en el Louvre, París, Francia

La inscripción de la Estela de Mesha (Inscripción de Mesha o “MI”) verifica ciertas cosas registradas en 2 Reyes 3 y hace más comprensibles otras del texto bíblico:
1. Había un «Mesha rey de Moab» (MI línea 1: «Yo soy Mesha, hijo de Chemosh-yat,[32] rey de Moab, el dibonita»; 2 Reyes 3:4).[31].
2. Mesha había estado sometida a Israel bajo los omrides (el versículo 6 del MI se refiere al hijo de Omri que dijo: «Oprimiré a Moab»; 2 Reyes 3:5 (también 2 Reyes 1:1) afirma que Mesha se rebeló tras la muerte de Acab [hijo de Omri]) y finalmente consiguió su independencia de los omrides. [33][34]
3. El dios israelita era Yahvé (MI línea 18 se refiere a los «vasos de Yahvé» saqueados de Nebo; 2 Reyes 3:10 recoge el lamento de Joram porque Yahvé pretendía entregarlos en manos de Moab: 'Entonces el rey de Israel dijo: «¡Ay! El Señor ha llamado a estos tres reyes para entregarlos en manos de Moab").[35]
4. Mesha era responsable de los rebaños (MI línea 31: «Llevé [a mis pastores] hasta allí [para cuidar las] ovejas de la tierra»; 2 Reyes 3:4).[35]
5. Mesha era un hombre que podía quitar la vida humana como acto religioso de devoción a su dios (MI líneas 11-12, 15-17, «Maté a todos los habitantes de la ciudad [Atarot], un espectáculo para Quemos y Moab. ... Maté a todos en ella [la ciudad de Nebo], siete mil hombres y mujeres, tanto nativos como extranjeros, y esclavas; porque la había consagrado a Astar-Chemosh»; 2 Reyes  3:27 registra la ofrenda de Mesha de su propio hijo como holocausto).[35]
6. Mesha afirmó el poder de su dios para expulsar a los ejércitos enemigos (MI línea 19: «Chemosh expulsó [al rey de Israel] delante de mí»; 2 Reyes 3:27 registra el sacrificio de su hijo a Chemosh, seguido de la retirada de los israelitas de su ataque a Mesha).[35]
7. La tribu de Gad (los gaditas) había ocupado territorio inmediatamente al norte del río Arnón mucho antes del siglo IX (MI línea 10 dice que los gaditas estaban allí «desde antiguo»; la Biblia no niega que Moab ocupara a menudo el territorio al norte del Arnón frente a Jericó (por ejemplo, Eglón, Jueces 3:12-20), territorio que denomina «llanuras de Moab» (9; 9; 9) incluso cuando no estaba sometido al dominio moabita). En la Estela de Mesha consta que Mesha masacró y esclavizó maliciosamente a los gaditas (MI líneas 10-12, 25), lo cual no se menciona en la Biblia, pero permite comprender mejor por qué el ejército israelita llevó a cabo «tácticas militares vengativas como destruir ciudades, tapar pozos, estropear campos con piedras y talar árboles frutales» (2 Reyes 3:24-25).[36]
8. Mesha llevó a cabo campañas militares al sur del río Arnón (las líneas 31-33 del MI describen en un texto algo entrecortado una campaña contra Horonaim, aunque la parte anterior hace hincapié en el norte; 2 Reyes 3 registra la campaña de Mesha en dirección a Edom), aunque es difícil determinar cuándo fue en relación con la invasión de 2 Reyes 3. Además de la famosa Piedra Moabita, también hay una segunda inscripción, menos famosa y muy rota, descubierta en 1958 en el Kerak (a menudo identificada con la bíblica Kir Hareseth) que parece dedicar un santuario de Chemosh en el Kerak, demostrando así que Mesha ocupó territorio bien al sur del Arnón como sugiere la Biblia.[36]
9. La disposición del rey de Edom a participar en la campaña con Israel y Judá contra Moab es más comprensible a la luz de la campaña meridional de Mesha (las líneas 31-33 del MI sugieren que un motivo de la participación edomita era el miedo, pero más probablemente del desarrollo de Mesha para ser independiente que a Judá).[36] Además, si la población extranjera de Horonaim a la que desplazó Mesha (MI en el texto entrecortado de la línea 31) era edomita y si esto ocurrió antes de que invadieran los aliados, Edom tendría el motivo adicional de la venganza.[25]

Por otra parte, la inscripción de Mesha hablaba de la victoria sobre Israel, en contraste con el informe de la victoria de Israel sobre Moab en 2 Reyes 3, pero el relato bíblico de la invasión de Moab ayuda a explicar por qué «Moab no se menciona en ninguna parte de las inscripciones de Salmanasar III (858-824)», es decir, «la incursión punitiva de Israel había hecho que militarmente no merecieran mención».
Por lo tanto, aunque la sincronización detallada entre la Inscripción de Mesha y 2 Reyes 3 puede ser problemática, Hermann afirma que «en conjunto, los textos se complementan».